# Moldova-Gaz Kiszyniów
Moldova-Gaz Kiszyniów (rum. Fotbal Club Moldova-Gaz Chișinău) – mołdawski klub piłkarski z siedzibą w Kiszyniowie, stolicy Mołdawii.

## Historia
Chronologia nazw:
- 19??—1996: Moldova Kiszyniów
- 1996—1997: Sindicat Moldova-Gaz Kiszyniów
- 1997—2001: Moldova-Gaz Kiszyniów

Drużyna piłkarska Moldova Kiszyniów została założona w mieście Kiszyniów. 
W rozgrywkach Mistrzostw Mołdawii występował w niższych ligach. W sezonie 1995/1996 debiutował w Divizia A, w której zajął 14. miejsce. Latem 1996 połączył się z klubem Sindicat Kiszyniów, który akurat awansował z trzeciej ligi, i otrzymał nazwę Sindicat Moldova-Gaz Kiszyniów. W sezonie 1996/1997 zajął pierwsze miejsce i zdobył awans do Divizia Națională. Latem 1997 skrócił nazwę na Moldova-Gaz Kiszyniów i debiutował w Divizia Națională, w której zajął 5 miejsce. W sezonie 1999/00 klub zajął 8 miejsce i spadł z powrotem do Divizia A. Ale przed startem nowego sezonu wycofał się z rozgrywek i został rozwiązany.

## Sukcesy
- 5 miejsce w Divizia Națională: 1997/1998
- mistrz Divizia A: 1996/1997
- półfinalista Pucharu Mołdawii: 1998/1999, 1999/00